# Władysław Kapuściński
Władysław Kapuściński (ur. 22 maja 1898 w Tyszowicach, zm. 12 lipca 1979 w Warszawie) – polski fizyk, profesor Uniwersytetu Warszawskiego i Akademii Medycznej w Warszawie, pionier badań w zakresie fizyki medycznej w Polsce.

## Życiorys
Urodził się 22 maja 1898 w Tyszowicach k. Tomaszowa Lubelskiego, w rodzinie Władysława, lekarza, i Stanisławy z Nowakowskich (zm. 1924). Brat Tadeusz (zm. 1921), był właścicielem apteki i burmistrzem w Ozorkowie, kapitanem Wojska Polskiego. Naukę rozpoczął w Krakowie, a potem kontynuował ją w Jarosławiu. W okresie I wojny światowej przebywał w Moskwie, gdzie w 1916 w polskim gimnazjum zdał z wyróżnieniem egzamin maturalny. W 1918 powrócił do Polski, studiował fizykę na Uniwersytecie Warszawskim, gdzie jego mistrzem był Stefan Pieńkowski. W 1926 uzyskał stopień naukowy doktora na podstawie pracy O fluorescencji pary kadmu. W latach 1927–1929 przebywał jako stypendysta w laboratorium kierowanym przez Leonarda Orsteina w Utrechcie. W latach 30. był zatrudniony w Zakładzie Fizyki Doświadczalnej Wydziału Matematyczno-Przyrodniczego Uniwersytetu Warszawskiego (kierownik: prof. Stefan Pieńkowski). W 1932 otrzymał na UW stopień doktora habilitowanego. Prowadził zajęcia z fizyki na Wydziale Lekarskim UW.
W 1938 został członkiem zarządu Polskiego Towarzystwa Fizycznego.
W czasie okupacji niemieckiej był wykładowcą Prywatnej Szkoły Zawodowej dla Pomocniczego Personelu Sanitarnego w Warszawie (Private Fachschule für Sanitäres Hilfspersonal dr Zaorski, tzw. Szkoła Jana Zaorskiego), która stanowiła formę działalności tajnego Wydziału Lekarskiego UW. Na Wydziale Lekarskim konspiracyjnego Uniwersytetu Ziem Zachodnich wykładał termodynamikę i optykę.
W roku akademickim 1945/1946 wykładał fizykę na Wydziale Chemii Politechniki Łódzkiej, w 1946 został profesorem nadzwyczajnym na Wydziale Lekarskim Uniwersytetu Warszawskiego. Następnie pracował w Akademii Medycznej w Warszawie, gdzie w 1958 został profesorem zwyczajnym i do przejścia na emeryturę w 1968 kierował zakładem Fizyki.
Publikował prace z dziedziny optyki molekularnej. Współpracował z pismem Problemy.
Był członkiem korespondentem Towarzystwa Naukowego Warszawskiego (od 1945), Polskiego Towarzystwa Fizycznego, Polskiego Towarzystwa Lekarskiego i od 1921 Polskiego Towarzystwa Miłośników Astronomii.
Zmarł w Warszawie, pochowany na cmentarzu Powązkowskim (kwatera (II-4-13,14).

## Ordery i odznaczenia
- Krzyż Komandorski Orderu Odrodzenia Polski (22 lipca 1964)
- Krzyż Oficerski Orderu Odrodzenia Polski (9 lipca 1954)[4]
- Medal 10-lecia Polski Ludowej (13 stycznia 1955)[11]
- Odznaka Honorowa PTMA (1972)[1]